# Schwimmer János
Schwimmer János (Budapest, 1954. június 28. –) magyar operaénekes (basszus), színész, Pándi Marianne fia.

## Életpályája
Édesanyja Pándi Marianne zenekritikus. Tanulmányait 1975 és 1981 között a Zeneművészeti Főiskola énekszakán végezte. Tanárai Sziklay Erika és Polgár László voltak. 1981-től a győri Kisfaludy Színház magánénekese.

## Főbb szerepei
- Sparafucile (Verdi: Rigoletto)
- Colline (Puccini: Bohémélet)
- Masetto (Mozart: Don Giovanni)
- Ferrando (Verdi: Trubadúr)
- Biberach (Erkel: Bánk bán)
- Franke (Strauss: A denevér)
- Zuniga (Bizet: Carmen)

## Filmszerepek
- Konyec – Az utolsó csekk a pohárban (2006)
- Szabadság, szerelem (2006)
- Zsaruvér és Csigavér II.: Több tonna kámfor (2002)
- Zsaruvér és Csigavér I.: A királyné nyakéke (2001)
- Komédiások – Színház az egész... (2000)
- Kisváros (1993)
- Szomszédok (1993)
- Uramisten (1985)
- Öcsi, a sztár (1988)